# Raynaldo Pierre-Louis
Raynaldo Pierre-Louis, est un poète, enseignant haïtien,  né le 7 décembre 1990 à Jacmel, Sud-Est d'Haïti.

## Biographie
Raynaldo Pierre-Louis est né le 7 décembre 1990 à Jacmel, au sud-est d'Haïti. Il est orphelin de mère en 1994 et de  père en 2003. Rédacteur en chef de Plimay, il écrit en français, créole et espagnol et ses œuvres sont éditées en France et en Haïti.  Avec son poème titré Le Vent exotique de l’outre-mer, il a été primé au concours « Premio Mondiale Poesia Nosside » en 2014. Et en 2017, il a été lauréat du concours de poésie organisé en France par l’Association des écrivains de Provence. Raynaldo Pierre-Louis a contribué comme auteur à l’Anthologie poétique de l’Amérique Chamote, una amalgama de voces de nuestra América, publiée sous la direction du poète-éditeur argentin Gito Minore. Il a aussi contribué dans des revues en ligne comme Le Capital des mots,   Potomitan, et dans la revue dominicaine País Cultural. Son esthétique dans Astéroïdes fulgurants rejoint celle de Rémy Goumond et de Clément Magloire-Saint-Aude.

## Œuvres
- Kaléidoscope de couleurs fauves, Edilivre, 2013.
- La Sveltesse de ma danse, Éditions La Perle Noire, 2014.
- Sur les ailes de Pégase,  Éditions des Vagues, 2014), réédition aux Éditions du Pont de l’Europe – 2015.
- El viento exótico de Ultramar, compte d’auteur, 2015.
- Un regard vers l’Orient, Éditions du Pont de l’Europe, 2015.
- Astéroïdes fulgurants, Éditions du Pont de l’Europe, 2018)[4].

## Prix et distinctions
- Premio Mondiale Poesia Nosside, mention spéciale, 2014.
- Prix de l’Association des Ecrivains de Provence, 2017.